# Polémocrate
Polémocrate (en grec ancien Πολεμοκράτης / Polemocrátes) est un aristocrate macédonien du IVe siècle av. J.-C. ; il est originaire d'Élimée, région du sud de la Macédoine, et propriétaire de biens fonciers en Chalcidique sous le règne de Philippe II de Macédoine . 
Il est le père de deux généraux d'Alexandre le Grand : Coénos et Cléandre.